# Universal Serial Bus
El Bus Serie Universal  (Universal Serial Bus), conocido por la sigla USB, es un bus de comunicaciones que sigue un estándar que define los cables, conectores y protocolos usados en un bus para conectar, comunicar y proveer de alimentación eléctrica entre computadoras, periféricos y dispositivos electrónicos.
Su desarrollo partió de un grupo de empresas del sector que buscaban unificar la forma de conectar periféricos a sus equipos, por aquella época poco compatibles entre sí, entre las que estaban Intel, Microsoft, IBM, Compaq, DEC, NEC y Nortel. La primera especificación completa 1.0 se publicó en 1996, pero a partir del 23 de septienmbre de 1998 con la especificación 1.1 comenzó a usarse de forma masiva.
El USB es utilizado como estándar de conexión de periféricos como: teclados, ratones, memorias USB, palancas de mando, escáneres, cámaras digitales, cámaras web, teléfonos móviles, reproductores multimedia, impresoras, impresoras multifunción, sistemas de adquisición de datos, módems, tarjetas de red, tarjetas de sonido, tarjetas sintonizadoras de televisión, grabadoras de DVD externas, discos duros externos y disqueteras externas. Su éxito ha sido total, habiendo desplazado a conectores como el puerto serie, puerto paralelo, puerto de juegos, Apple Desktop Bus o PS/2 a mercados-nicho o a la consideración de dispositivos obsoletos a eliminar de las computadoras, o bien usar adaptadores, aunque muchos de ellos pueden sustituirse por dispositivos USB que implementen esos conectores.

## Reseña

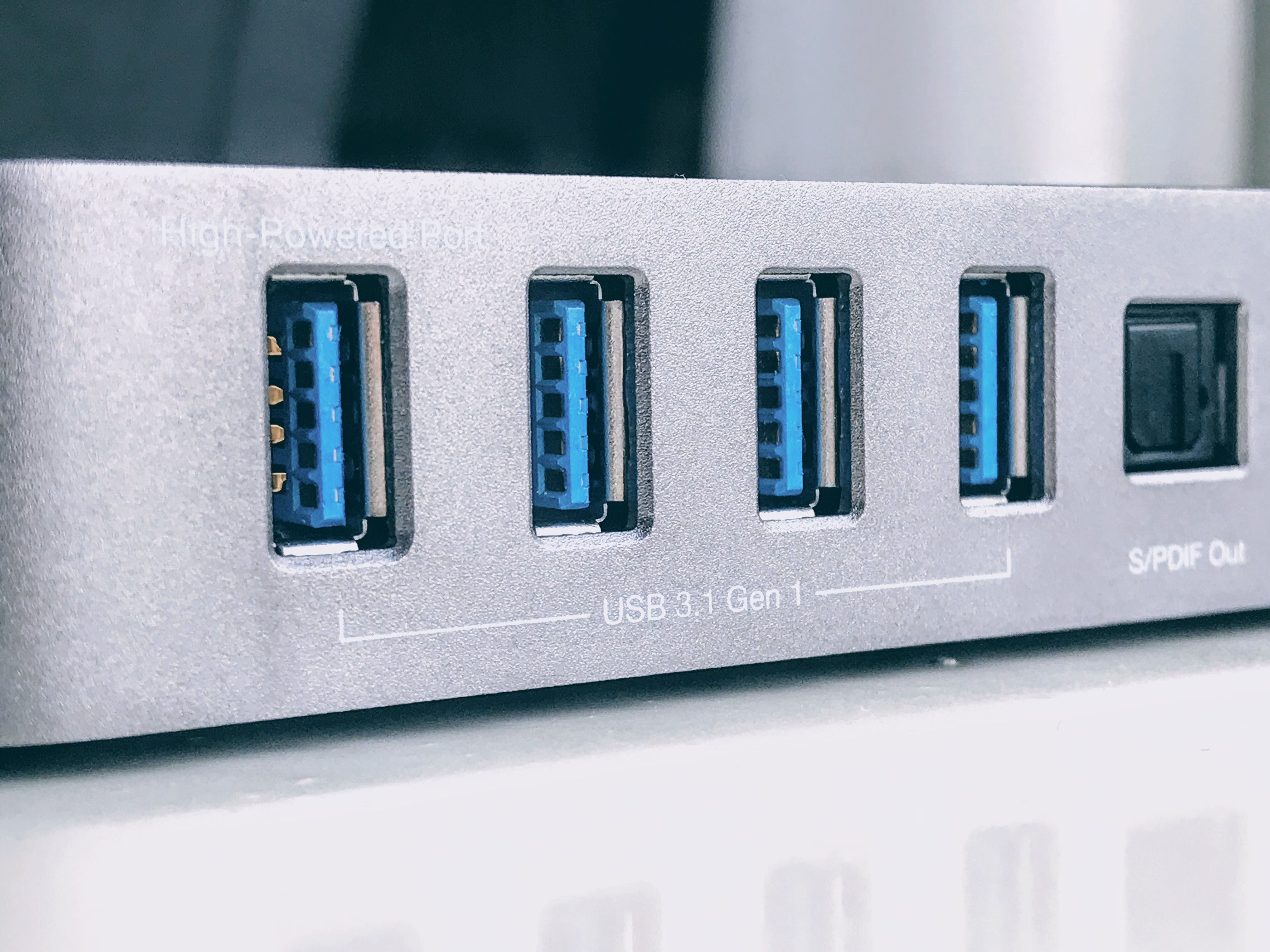
Puertos USB-A 3.1 Gen 1

El USB fue diseñado para economizar y normalizar la conexión de periféricos.
Fue desarrollado a mediados de los años 1990; y en 1996, el Foro de Implementadores de Universal Serial Bus (USB Implementers Forum, USB-IF) lanzó la impopular primera especificación «USB 1.0», hasta que el 23 de septiembre de 1998 lanzó la especificación USB 1.1.
Desde 2004, aproximadamente 6000 millones de dispositivos se encuentran en el mercado global, y alrededor de 2000 millones se venden cada año.

## Uso
El campo de aplicación del USB se extiende en la actualidad a cualquier dispositivo electrónico o con componentes, desde los automóviles (las radios de automóvil modernas van convirtiéndose en reproductores multimedia con conector USB o iPod) a los reproductores de Disco Blu-ray o los modernos juguetes como Pleo. Se han implementado variaciones para su uso industrial e incluso militar. Pero donde más se nota su influencia es en los teléfonos inteligentes (Europa ha creado una norma por la que todos los teléfonos inteligentes, tabletas, dispositivos PDA y videoconsolas deberán venir con un cargador USB-C), donde ha reemplazado a conectores propietarios casi por completo.
Algunos dispositivos requieren una potencia mínima, así que se pueden conectar varios sin necesitar fuentes de alimentación extra. Para ello existen concentradores (llamados USB hubs) que incluyen fuentes de alimentación para aportar energía a los dispositivos conectados a ellos, pero algunos dispositivos consumen tanta energía que necesitan su propia fuente de alimentación. Los concentradores con fuente de alimentación pueden proporcionarle corriente eléctrica a otros dispositivos sin quitarle corriente al resto de la conexión (dentro de ciertos límites).
En el caso de los discos duros, a la fecha mayo de 2020 el USB se volvió un estándar como conexión nativa, siendo la conexión solo 3.0. Incluso existen cajas externas y cunas que implementan conectores eSATA y USB, incluso USB 3.0. Estas y las mixtas USB/FireWire han expulsado del mercado de discos externos a SCSI y las conexiones por puerto paralelo.

### Versiones previas
El estándar USB evolucionó a través de varias versiones antes de su lanzamiento oficial en 1996:
- USB 0.7: lanzado en noviembre de 1994.
- USB 0.8: lanzado en diciembre de 1994.
- USB 0.9: lanzado en abril de 1995.
- USB 0.99: lanzado en agosto de 1996.
- USB 1.0 Release Candidate: lanzado en noviembre de 1996.

## Velocidades de transmisión
Los dispositivos USB se clasifican en seis tipos según su velocidad de transferencia de datos:
- Baja velocidad (1.0): Tasa de transferencia de hasta 1,5 Mbit/s (188 kB/s). Utilizado en su mayor parte por dispositivos de interfaz humana (Human Interface Device, en inglés) como los teclados, los ratones (mouse), las cámaras web, etc.
- Velocidad completa (1.1): Tasa de transferencia de hasta 12 Mbit/s (1,5 MB/s) según este estándar, pero se dice en fuentes independientes que habría que realizar nuevamente las mediciones. Esta fue la más rápida antes de la especificación USB 2.0. Estos dispositivos dividen el ancho de banda de la conexión USB entre ellos, basados en un algoritmo de impedancias LIFO.

Logotipo del USB 2.0

- Alta velocidad (2.0): Tasa de transferencia de hasta 480 Mbit/s (60 MB/s), pero con una tasa real práctica máxima de 280 Mbit/s (35 MB/s). El cable USB 2.0 dispone de cuatro líneas, un par para datos, y otro par de alimentación.

Logotipo del USB 3.0

- Velocidad superalta (3.0): Tiene una tasa de transferencia de hasta 4,8 Gbit/s (600 MB/s). La velocidad del bus es diez veces más rápida que la del USB 2.0, debido a que han incluido 5 contactos adicionales, desechando el conector de fibra óptica propuesto inicialmente, y es compatible con los estándares anteriores. En octubre de 2009 la compañía taiwanesa ASUS lanzó la primera placa base que incluía puertos USB 3.0, tras ella muchas otras le han seguido y actualmente se ve cada vez más en placas base y portátiles nuevos, conviviendo junto con el USB 2.0.[9][10]
- Velocidad superalta + (3.1): SuperSpeed+ duplica la velocidad de transferencia de datos máxima a 10 Gbit/s (1.25 GB/s).
- Velocidad superalta + (3.2): SuperSpeed+ duplica la velocidad de transferencia de datos máxima a 20 Gbit/s (2.5 GB/s).

Las señales del USB se transmiten en un cable de par trenzado con impedancia característica de 90 Ω ± 15%, cuyos hilos se denominan D+ y D-. Estos, cojuntamente, utilizan señal diferencial en half dúplex, es decir, que los 2 cables se utilizan tanto para transmitir como para recibir, pero no simultáneamente. El USB 3.0 utiliza un segundo par de hilos, también con señal diferencial, para realizar una comunicación en full dúplex, por lo que permite la comunicación bidireccional simultáneamente. La razón por la cual se realiza la comunicación en modo diferencial es simple, reduce el efecto del ruido electromagnético en enlaces largos. D+ y D- funcionan en conjunto y no son conexiones independientes. Los niveles de transmisión de la señal varían de 0 a 0,3 V para bajos (ceros) y de 2,8 a 3,6 V para altos (unos) en las versiones 1.0 y 1.1, y en ±400 mV en alta velocidad (2.0). En las primeras versiones, los cables de datos (D+ y D-) no están conectados a tierra, pero en el modo de alta velocidad se tiene una terminación de 45 Ω a tierra o un diferencial de 90 Ω para acoplar la impedancia del cable. Este puerto solo admite la conexión de dispositivos de bajo consumo, es decir, que tengan un consumo máximo de 100 mA por cada puerto; sin embargo, en caso de que estuviese conectado un dispositivo que permite 4 puertos por cada salida USB (extensiones de máximo 4 puertos), entonces la energía del USB se asignará en unidades de 100 mA hasta un máximo de 500 mA por puerto.
Con la primera fabricación de un PC con USB 3.0 en 2009, ahora tenemos 1 A (un amperio) por puerto, lo cual da 5 W (cinco vatios) en lugar de 0,5 A (500 mA, 2,5 W) como máximo.

### Comparativa de velocidades

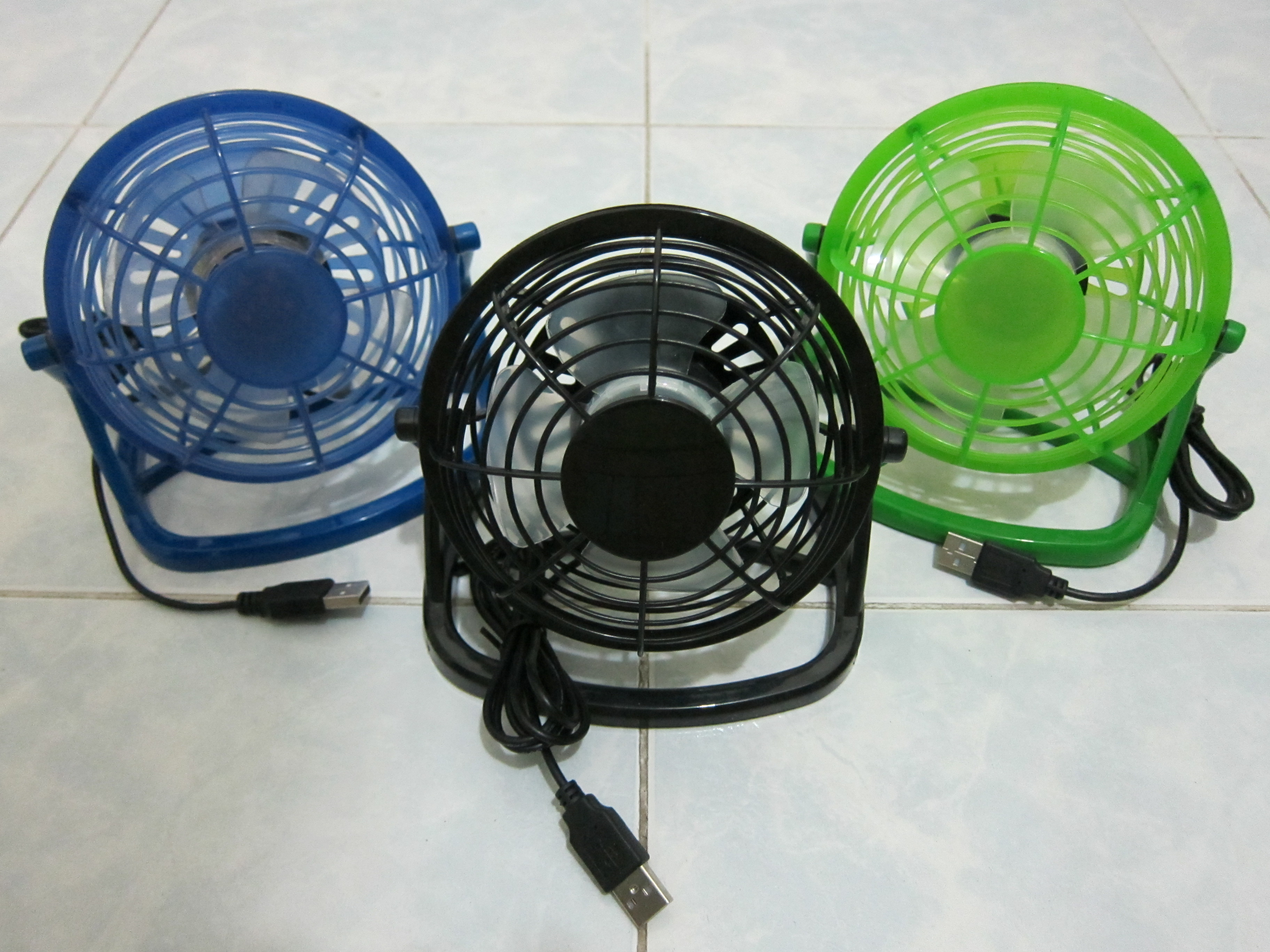
Mini ventiladores USB

Conexiones de dispositivos externos
- Firewire 400: 400 Mb/s (50 MB/s)
- Firewire 800: 800 Mb/s (100 MB/s)
- Firewire s1600: 1.6 Gb/s (200 MB/s)
- Firewire s3200: 3.2 Gb/s (400 MB/s)
- USB 1.0: 1.6 Mb/s (200 KB/s)
- USB 1.1: 12 Mb/s (1.5 MB/s)
- USB 2.0: 480 Mb/s (60 MB/s) Tasa real práctica máxima de 280 Mb/s (35 MB/s)
- USB 3.0 Gen 1: 4.8 Gb/s (600 MB/s)
- USB 3.1 Gen 2: 10 Gb/s (1.2 GB/s)

Conexiones de dispositivos externos de alta velocidad
- e-SATA: 2.4 Gb/s (300 MB/s)
- USB 3.0: 4.8 Gb/s (600 MB/s)[12]
- USB 3.1 Gen 2: 10 Gb/s (1.2 GB/s)
- Thunderbolt: 10 Gb/s (1.2 GB/s)[13]
- Thunderbolt 2: 20 Gb/s (2.5 GB/s)
- Thunderbolt 3: 40 Gb/s (5 GB/s)

Conexiones para tarjetas de expansión

- PCI Express 1.x (x1): 250 MB/s
- PCI Express 2.0 (x1): 500 MB/s
- PCI Express 3.0 (x1): 1 GB/s
- PCI Express 1.x (x8): 2 GB/s
- PCI Express 2.0 (x8): 4 GB/s
- PCI Express 3.0 (x8): 8 GB/s
- PCI Express 1.x (x16): 4 GB/s
- PCI Express 2.0 (x16): 8 GB/s
- PCI Express 3.0 (x16): 16 GB/s

Conexiones de almacenamiento interno
- ATA: 100 MB/s (UltraDMA 5)
- PATA: 133 MB/s (UltraDMA 6)
- SATA I: 1.5 Gb/s (187.5 MB/s)
- SATA II: 3 Gb/s (375 MB/s)
- SATA III: 6 Gb/s (750 MB/s)
- SATA 3.2: 16 Gb/s (2 GB/s)

## USB 3.0
Características de USB 3.0
A diferencia del USB 2.0, esta tecnología (USB 3.0 Super Speed), es casi diez veces más rápida al pasar de los 480 Mbit/s a los 5 Gbit/s, unos 600 MB/s. También cuenta con soporte para dispositivos HD externos, lo que aumenta su rendimiento. Otra de las características de este puerto es su «regla de inteligencia»: los dispositivos que se enchufan y después de un rato quedan en desuso, pasan inmediatamente a un estado de bajo consumo.
Principales diferencias entre los puertos:

A la vez, la intensidad de la corriente se incrementa de los 500 a los 900 miliamperios, que sirve para abastecer a un teléfono móvil o un reproductor audiovisual portátil en menos tiempo.

Por otro lado, aumenta la velocidad en la transmisión de datos, ya que en lugar de funcionar con tres líneas, lo hace con cinco. De esta manera, dos líneas se utilizan para enviar, otras dos para recibir, y una quinta se encarga de suministrar la corriente. Así, el tráfico es bidireccional (Full-dúplex).
A finales de 2009, fabricantes como Asus o Gigabyte presentaron placas base con esta nueva revisión del bus. La versión 3.0 de este conector universal es 10 veces más rápida que la anterior. Aquellos que tengan un teclado o un ratón de la versión anterior no tendrán problemas de compatibilidad, ya que el sistema lo va a reconocer al instante, aunque no podrán beneficiarse de los nuevos adelantos de este puerto USB.
En la feria Consumer Electronics Show (CES), que se desarrolló en Las Vegas, Estados Unidos, se presentaron varios aparatos que vienen con el nuevo conector. Tanto Western Digital como Seagate anunciaron discos externos equipados con el USB 3.0, mientras que Asus, Fujitsu y HP anunciaron que tendrán modelos portátiles con este puerto.
Principales diferencias entre USB 2.0 y 3.0
La principal diferencia apreciable, es la velocidad de transferencia de datos, que es muy superior en el estándar USB 3.0.
El soporte de formatos HD es casi nulo en USB 2.0, pero es ampliamente soportado por USB 3.0.
Los dispositivos USB 3.0 se pueden conectar en conectores USB 2.0 y viceversa, si es de tipo A. Si es de tipo B o micro-B, los dispositivos USB 2.0 se pueden conectar en conectores USB 3.0, pero no al revés.

## USB 3.1 con conectores Tipo-C reversibles

Estructura del conector USB-C

En agosto de 2014, la USB-IF, organización formada por empresas como Intel, Microsoft, HP y Apple entre muchas otras y que decide sobre el estándar del USB, publicó la especificación del nuevo conector USB, también conocido como "Tipo C", que implementa un nuevo tipo de conector reversible tanto en extremos como en posición. Este tipo de conector, además de ofrecer comodidad por su diseño reversible, ofrece una velocidad de hasta 10 Gbit/s de rendimiento mientras se pueden extraer 2A sobre 5V, y opcionalmente, también 5A sobre 12V (60W) o 20V (100W). Esta es la razón por la cual MacBook, desde sus modelos del año 2016, puede ser alimentada simplemente a través de su conexión USB basándose también en la nueva especificación USB 3.1.
Este tipo de conector está pensado para ser el sucesor de todos los anteriores (Tipo A y B), que quedarán obsoletos cuando el nuevo se implemente en todo tipo de dispositivos móviles y de sobremesa.
La especificación USB 3.1 identifica dos tasas de transferencia diferentes: la especificación USB 3.1 Gen 1 a 4,8 Gbps y USB 3.1 Gen 2 a 10 Gbps. Esto ocasiona un cambio en la nomenclatura de las especificaciones, pudiendo utilizar como sinónimos los términos USB 3.0 y USB 3.1 Gen 1 (conocidos como SuperSpeed USB). La especificación USB 3.1 pasa a llamarse USB 3.1 Gen 2, conocida como SuperSpeed USB 10 Gbps o SuperSpeed+.

El estándar USB 3.1 es retrocompatible con USB 3.0 y USB 2.0. Esto quiere decir que un dispositivo con USB 3.1 conectado a otro con USB 2.0 la velocidad de transferencia de datos será la del dispositivo con USB 2.0 hasta un máximo de 480 Mbit/s. También, habrá que tener en cuenta la versión USB del cable que permita esa máxima transferencia de datos, se puede tener dos dispositivos con USB 3.1 pero si se utiliza un cable USB 2.0 la transferencia se limita a ese estándar.
La especificación USB Tipo-C trae un nuevo conector reversible para dispositivos USB 3.1. El conector Tipo-C será usado en ambos dispositivos sea anfitrión o huésped, reemplazando así múltiples conectores tipo-A y tipo-B y cables con un estándar a prueba de futuro (future-proof) similar al Lightning de Apple y al Thunderbolt. El conector de doble lado de 24 pines provee 4 pares power/ground, dos pares diferenciales para el bus de datos USB 2.0 (aunque solo un par es implementado en el cable tipo-C), cuatro pares para el bus de datos high-speed, dos pines de "uso de banda lateral" y dos pines de configuración para la detección de orientación del cable, canal dedicado de datos de configuración BMC (biphase mark code) y alimentación VCONN +5 V para cables activos. Los cables/adaptadores Tipo-A y Tipo-B serán requeridos para dispositivos heredados con el fin de conectar a anfitriones Tipo-C, Sin embargo adaptadores/cables con un receptáculo de Tipo-C no están permitidos.

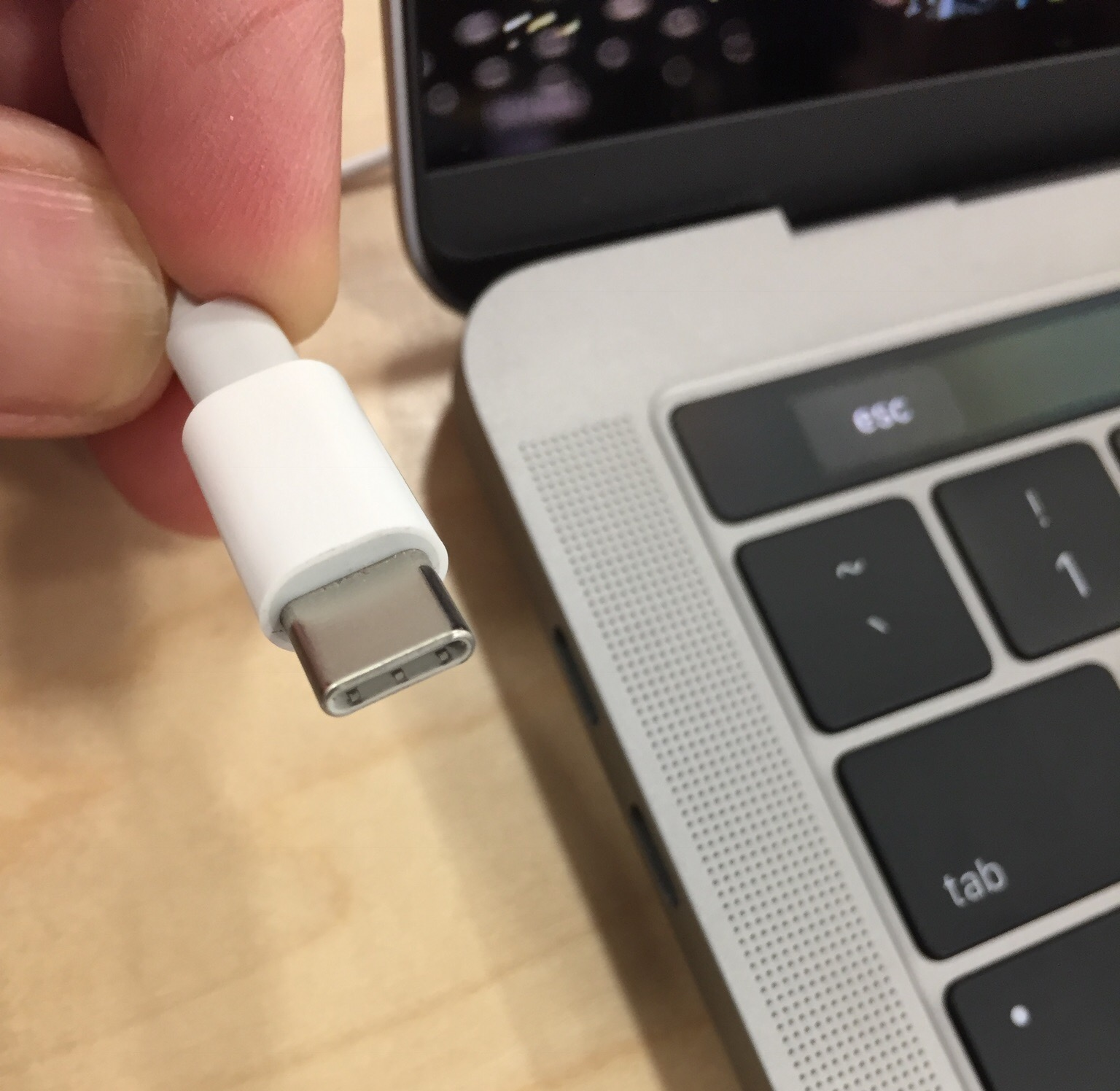
Cable USB Tipo C de una MacBook Air.

Los cables USB 3.1 de tipo-C con todas las características son cables activos electrónicamente marcados y contienen un chip con una función de identificación basado en el canal de configuración de datos y mensajes definidos por el proveedor (VDM) de la especificación "USB Power Delivery 2.0". Los dispositivos USB 3.1 de Tipo-C también soportan corrientes de alimentación de 1.5 A y 3.0 A través del bus de 5 V de tensión, además de la línea de base 900 mA; los dispositivos pueden o bien negociar un aumento de corriente USB a través de la línea de configuración, o pueden apoyar opcionalmente la especificación completa "Power Delivery" utilizando tanto la línea de configuración con código de BMC y la línea VBUS codificado-BFSK legado.
El modo alterno dedica algunos de los cables físicos en el cable Tipo-C para la transmisión directa de dispositivo-a-anfitrión de una gran cantidad de protocolos de datos alternos. Los cuatro carriles de alta velocidad, dos pines de banda lateral, y —para puerto, dispositivo desmontable y aplicaciones de cable permanentes solamente— dos clavijas USB 2.0 y un pin de configuración se pueden utilizar para la transmisión de modo alternativo. Los modos se configuran mediante VDM a través del canal de configuración. A diciembre de 2014, las implementaciones Modo Alt incluyen DisplayPort 1.3 y MHL 3.0; otros protocolos seriales como PCI Express y Base-T Ethernet son posibles.
En marzo de 2015, Apple lanza un nuevo modelo MacBook más fino que MacBook Air y que equipa un conector USB Type-C. Por otro lado, Google anuncia este tipo de conector para próximas tabletas y móviles Android.

## USB 3.2
El 26 de julio de 2017 se dio a conocer este estándar, publicándose en septiembre de ese año. La principal novedad que aportaba era la posibilidad de aprovechar dos pistas de 5 o 10 Gbps para alcanzar velocidades de transferencia máximas de hasta 20 Gbps en los dispositivos con conectores USB-C (USB Tipo C). 

## USB 4
USB 4 se anunció oficialmente en marzo de 2019, y se publicó el 29 de agosto de ese mismo año por USB Implementers Forum. Su motivación principal era el aumento del ancho de banda (permitiendo hasta 40 Gbit/s), la convergencia del ecosistema USB-C y minimizar la confusión para el usuario final. La especificación es compatible/basada en Thunderbolt 3, así como compatible hacia atrás con USB 3.2 y USB 2.0.
En 2020 se anunció que este estándar sería compatible con DisplayPort 2.0 y que soportaría resoluciones superiores a 8K, como por ejemplo 16K (15.360 x 8.460) a 60Hz y 30 bpp 4:4:4 HDR con DSC. 
En 2022 se anunció la segunda revisión de esta versión del estándar (referida por el USB-IF como USB 4 2.0) que alcanza velocidades de 80Gbps manteniendo compatibilidad con todas las versiones anteriores y añadiendo nueva funcionalidad en la forma de compatibilidad con estándares como DisplayPort 2.1 y PCIe 4.0

## USB On-The-Go
USB On-The-Go, frecuentemente abreviado como USB OTG, es una especificación que permite a los dispositivos USB como reproductores digitales de audio, teléfonos móviles o tabletas actuar como servidores, haciendo que sea posible conectar memorias y discos duros USB, ratones o teclados, entre otros componentes.

## Características físicas

### Compatibilidad y conectores
El estándar USB específica tolerancias mecánicas relativamente amplias para sus conectores, intentando maximizar la compatibilidad entre los conectores fabricados por la compañía, una meta a la que se ha logrado llegar. El estándar USB, a diferencia de otros estándares también define tamaños para el área alrededor del conector de un dispositivo, para evitar el bloqueo de un puerto adyacente por el dispositivo en cuestión.
Las especificaciones USB 1.0, 1.1 y 2.0 definen dos tipos de conectores para conectar dispositivos al servidor: A y B. Sin embargo, la capa mecánica ha cambiado en algunos conectores. Por ejemplo, el IBM UltraPort es un conector USB privado localizado en la parte superior del LCD de los ordenadores portátiles de IBM. Utiliza un conector mecánico diferente, mientras mantiene las señales y protocolos característicos del USB. Otros fabricantes de artículos pequeños han desarrollado también sus medios de conexión pequeños, y ha aparecido una gran variedad de ellos, algunos de baja calidad.
Una extensión del USB llamada "USB On The Go" (sobre la marcha) permite a un puerto actuar como servidor o como dispositivo; esto se determina por qué lado del cable está conectado al aparato. Incluso después de que el cable está conectado y las unidades se están comunicando, las 2 unidades pueden "cambiar de papel" bajo el control de un programa. Esta facilidad está específicamente diseñada para dispositivos como PDA, donde el enlace USB podría conectarse a un PC como un dispositivo, y conectarse como servidor a un teclado o ratón. El "USB-On-The-Go" también ha diseñado 3 conectores pequeños, el mini-A y el mini-B, así que esto debería detener la proliferación de conectores miniaturizados de entrada.

### Conectores tipo A y B
La especificación clásica del USB contempla varios tamaños y tipos de conectores compatibles con distintas especificaciones:
- el "estándar" de tamaño mayor, por ejemplo, en dispositivos de Memoria USB.
- el tamaño "mini" (sobre todo para el extremo del conector B, como en muchas cámaras digitales)
- el tamaño "micro", en sus variantes USB 1.1/2.0 y USB 3.0 (por ejemplo, en la mayoría de los teléfonos inteligentes)
- el esquema "versátil USB On-The-Go", en tamaños mini y micro.

A diferencia de otros cables de datos (Ethernet, HDMI, etc.), cada extremo de un cable USB utiliza un tipo de conector diferente; una de tipo A o de tipo B. Este tipo de diseño fue elegido para evitar las sobrecargas eléctricas y no dañar el equipo, ya que solo la hembra de tipo A se presenta la carga eléctrica. 

### Distribución de pines de los tipos A y B
| Pin | Nombre | Color de cable | Descripción |
| --- | ------ | -------------- | ----------- |
| 1   | VCC    | Rojo           | +5 V        |
| 2   | D−     | Blanco         | Data -      |
| 3   | D+     | Verde          | Data +      |
| 4   | GND    | Negro          | Tierra      |

### Distribución de pines de los tipos «mini» y «micro»
| Pin | Nombre | Color de cable | Descripción                                                                                    |
| --- | ------ | -------------- | ---------------------------------------------------------------------------------------------- |
| 1   | VCC    | Rojo           | +5 V                                                                                           |
| 2   | D−     | Blanco         | Data −                                                                                         |
| 3   | D+     | Verde          | Data +                                                                                         |
| 4   | ID     | Ninguno        | Permite la distinción de Micro-A y Micro-B - Tipo A: conectado a tierra - Tipo B: no conectado |
| 5   | GND    | Negro          | Tierra y retorno o negativo                                                                    |

## Almacenamiento masivo USB
USB implementa conexiones a dispositivos de almacenamiento usando un grupo de estándares llamado USB mass storage device class (abreviado en inglés "MSC" o "UMS"). Este se diseñó inicialmente para memorias ópticas y magnéticas, pero ahora sirve también para soportar una amplia variedad de dispositivos, particularmente memorias USB.

## Wireless USB
Wireless USB (normalmente abreviado W-USB o WUSB, en español USB inalámbrico) es un protocolo de comunicación inalámbrica por radio con gran ancho de banda que combina la sencillez de uso de USB con la versatilidad de las redes inalámbricas. Utiliza como base de radio la plataforma Ultra-WideBand desarrollada por WiMedia Alliance, que puede lograr tasas de transmisión de hasta 480 Mbit/s (igual que USB 2.0) en rangos de tres metros y 110 Mbit/s en rangos de diez metros y opera en los rangos de frecuencia de 3,1 a 10,6 GHz. A la fecha 2018 se está en plena transición y aún no existen muchos dispositivos que incorporen este protocolo, tanto clientes como anfitriones. Mientras dure este proceso, mediante los adaptadores y/o cables adecuados se puede convertir un equipo WUSB en uno USB y viceversa.

## Lista de periféricos que es posible conectar a un puerto USB y USB OTG
El puerto USB es un estándar que permite la transferencia de información desde o hacia otro periférico.
Esta lista detalla los periféricos que es posible conectar a un puerto USB. Por orden alfabético.
- Bluetooth USB
- Cámaras de fotos
- Cámaras web USB
- Cámaras de video
- Controladores MIDI
- Discos duros externos
- Disqueteras externas (3 1/2 pulgadas)
- Fluo Shoes
- GPS USB
- Grabadoras de DVD externas
- Hubs USB o concentradores de puertos USB
- Multifunciones
- Impresoras USB
- Lector de tarjetas de memoria
- Pendrives
- Mini altavoces
- Mini amplificadores USB
- Monitores USB
- Multifunciones
- Palanca de mando USB
- PDAs
- Ratones USB
- Reproductor de audio digital
- Reproductor de MP4
- Tarjetas de red USB
- Tarjetas de video USB
- Sintonizadoras de TV USB
- Tarjetas de sonido USB
- Tarjetas Wifi USB
- Teclados USB
- Teléfonos móviles
- Teléfonos inteligentes
- Celulares (algunos modelos)
- Tocadiscos para la transferencia de música
- Ventiladores USB
- Volantes USB